# Vox in excelso
Vox in excelso, även benämnd Vox clamantis, var en bulla som promulgerades den 22 mars 1312 av påven Clemens V, om att upplösa Tempelriddareorden. 